# باول دوبويس
باول دوبويس هو دبلوماسي كندي، ولد في 1943 في سان جان سور ريشليو في كندا.